# Plantaža
Plantaža je vrsta poljoprivredne proizvodnje na kojoj se iz privrednih razloga uzgajaju biljke iste vrste u monokulturama. Plantaže postoje širom svijeta.

## Vrste plantaža
Na plantažama se uzgaja primjerice:
- kava
- čaj
- pamuk
- banane
- masline
- ananas
- kikiriki
- jagode

## Ropstvo
Koncept plantaža usko je povezan s ropstvom. Za rad na plantažama u doba kolonijalizma su se koristili radnici, koji je uglavnom bili sastavljeni od afričkih robova. U Sjedninjenim Američkim Državama, Karibima i Južnoj Americi u to vrijeme je naseljen veliki broj afričke populacije, koja danas predstavlja većinsko stanovništvo u nekim mjestima.